# Tropesygdom
En tropesygdom er en sygdom der kan henføres til troperne: Har sit udspring der, eller rammer specielt i denne del af verdenen.
De ti alvorligste af denne type infektionssygdomme er AIDS, Chagas' sygdom, kolera, denguefeber, østafrikansk sovesyge, falciparum-malaria, visceral Leishmaniasis, Vivax-malaria, vestafrikansk sovesyge og gul feber.
Mange af disse sygdomme overføres af insekter, f.eks. tsetsefluen overfører de to sovesyger og myg overfører Dengue-feber, gul feber og de to malariaformer.

## Henvisning
1. ↑  Nathan D. Wolfe, Claire Panosian Dunavan og Jared Diamond, "Origins of major human infectious diseases", Nature, 447: 279-283, 17. maj 2007.